# Lucio Sanseverino
Lucio Sanseverino (Napoli, 1564 o 1565 – Salerno, 25 dicembre 1623) è stato un cardinale e arcivescovo cattolico italiano.

## Biografia
Nacque a Napoli nel 1564 o nel 1565 da Giovanni Giacomo Sanseverino quarto conte di Saponara e da Cornelia Pignatelli. Alla morte del padre (1582), fu indirizzato alla carriera ecclesiastica ed appena ventenne venne nominato vescovo di Rossano; fu quindi destinato all'arcidiocesi di Salerno che tenne dal 1612 fino alla sua morte.
Membro della schiera episcopale sotto il patronato regale, Sanseverino ricoprì rilevanti incarichi diocesani durante l'epoca spagnola, grazie all'influenza della sua nobile discendenza. Le sue origini aristocratiche agevolarono il suo ruolo come mediatore nella concessione feudale di Rossano nel 1610, quando la città passò al principe Tiberio Carafa di Scilla, scatenando uno scontro tra sostenitori di quest'ultimo e dissidenti.
Al fine di eludere il dominio di Carafa, la città affidò a Sanseverino l'incarico di intrattenere trattative con il cardinale Pietro Aldobrandini, incoraggiando l'interesse di quest'ultimo ad investire in feudi nel Regno di Napoli. L'obiettivo era quello di persuadere Aldobrandini ad acquisire Rossano dalla Corona. Nel 1602, il nome di Sanseverino venne preso in considerazione per la successione alla cattedra vescovile di Taranto, ma alla fine la scelta ricadde su Ottavio Mirto Frangipane.
Nel 1612, ottenne la nomina ad arcivescovo della regia diocesi di Salerno, incarico che mantenne fino alla sua morte. Il primo sinodo diocesano sotto la sua guida si svolse nel 1614, e nonostante gli atti non fossero particolarmente originali, fu considerato uno dei più significativi dell'epoca. In veste di nunzio apostolico, Sanseverino svolse un ruolo di rilievo, seguendo istruzioni che sottolineavano la tranquillità delle province cattoliche delle Fiandre e affrontando gli interessi commerciali olandesi nel Mediterraneo.
Papa Gregorio XV lo elevò al rango di cardinale nel concistoro del 21 luglio 1621.
Sanseverino morì il 25 dicembre 1623. È sepolto nella cappella delle Reliquie , della cattedrale di Salerno, sotto una lapide posta dal nipote Luigi Sanseverino.

## Genealogia episcopale e successione apostolica
La genealogia episcopale è:
- Cardinale Juan Pardo de Tavera
- Cardinale Antoine Perrenot de Granvelle
- Cardinale Francisco Pacheco de Villena
- Papa Leone XI
- Cardinale Lucio Sanseverino

La successione apostolica è:
- Arcivescovo Philippus Rovenius (1620)
- Arcivescovo Matteo Granito (1623)

## Ascendenza
|                                                   |                                           |                                         | Genitori                                         |  |  | Nonni |  |  | Bisnonni                                             |  |  | Trisnonni                    |  |
|                                                   |                                           |                                         |                                                  |  |  |       |  |  | Giovanni Tommaso Sanseverino, signore di San Chirico |  |  | Giovanni Antonio Sanseverino |  |
|                                                   |                                           |                                         |                                                  |  |  |       |  |  | Giovanni Tommaso Sanseverino, signore di San Chirico |  |  | Giovanni Antonio Sanseverino |  |
|                                                   |                                           | Enrichetta Carafa                       |                                                  |  |  |       |  |  | Giovanni Tommaso Sanseverino, signore di San Chirico |  |  |                              |  |
| Ferdinando Sanseverino, IV conte di Saponara      |                                           |                                         |                                                  |  |  |       |  |  | Giovanni Tommaso Sanseverino, signore di San Chirico |  |  |                              |  |
|                                                   |                                           | Aurelia Sanseverino di Nucara           | Giovanni Tommaso Sanseverino di Nucara           |  |  |       |  |  |                                                      |  |  |                              |  |
|                                                   |                                           | Aurelia Sanseverino di Nucara           | Giovanni Tommaso Sanseverino di Nucara           |  |  |       |  |  |                                                      |  |  |                              |  |
|                                                   |                                           | Aurelia Sanseverino di Nucara           | Isabella Sanseverino di Capurso                  |  |  |       |  |  |                                                      |  |  |                              |  |
| Giovanni Giacomo Sanseverino, V conte di Saponara |                                           | Aurelia Sanseverino di Nucara           |                                                  |  |  |       |  |  |                                                      |  |  |                              |  |
|                                                   |                                           | Giacomo Sanseverino di Saponara         | Ugo Sanseverino, III conte di Saponara           |  |  |       |  |  |                                                      |  |  |                              |  |
|                                                   |                                           | Giacomo Sanseverino di Saponara         | Ugo Sanseverino, III conte di Saponara           |  |  |       |  |  |                                                      |  |  |                              |  |
|                                                   |                                           | Giacomo Sanseverino di Saponara         | Ippolita de Monti                                |  |  |       |  |  |                                                      |  |  |                              |  |
| Violante Sanseverino di Saponara                  |                                           | Giacomo Sanseverino di Saponara         |                                                  |  |  |       |  |  |                                                      |  |  |                              |  |
|                                                   |                                           | Maria Aldonza Beltrano                  | Alfonso Beltrano, conte di Mesagne               |  |  |       |  |  |                                                      |  |  |                              |  |
|                                                   |                                           | Maria Aldonza Beltrano                  | Alfonso Beltrano, conte di Mesagne               |  |  |       |  |  |                                                      |  |  |                              |  |
|                                                   |                                           | Maria Aldonza Beltrano                  | Maria Tolosa                                     |  |  |       |  |  |                                                      |  |  |                              |  |
| Lucio Sanseverino                                 |                                           | Maria Aldonza Beltrano                  |                                                  |  |  |       |  |  |                                                      |  |  |                              |  |
|                                                   | Giacomo Pignatelli, I barone di Cerchiara | Palamede Pignatelli                     |                                                  |  |  |       |  |  |                                                      |  |  |                              |  |
|                                                   | Giacomo Pignatelli, I barone di Cerchiara | Palamede Pignatelli                     |                                                  |  |  |       |  |  |                                                      |  |  |                              |  |
|                                                   | Giacomo Pignatelli, I barone di Cerchiara | Restituta Caccietta                     |                                                  |  |  |       |  |  |                                                      |  |  |                              |  |
| Fabrizio Pignatelli, I marchese di Cerchiara      | Giacomo Pignatelli, I barone di Cerchiara |                                         |                                                  |  |  |       |  |  |                                                      |  |  |                              |  |
|                                                   |                                           | Maria Cossa                             | Michele Cossa, VI signore di Procida             |  |  |       |  |  |                                                      |  |  |                              |  |
|                                                   |                                           | Maria Cossa                             | Michele Cossa, VI signore di Procida             |  |  |       |  |  |                                                      |  |  |                              |  |
|                                                   |                                           | Maria Cossa                             | Lucrezia de Milà y Borja                         |  |  |       |  |  |                                                      |  |  |                              |  |
| Cornelia Pignatelli                               |                                           | Maria Cossa                             |                                                  |  |  |       |  |  |                                                      |  |  |                              |  |
|                                                   |                                           | Galeazzo Cicinelli, barone di Carpinone | Giovanni Battista Cicinelli, barone di Carpinone |  |  |       |  |  |                                                      |  |  |                              |  |
|                                                   |                                           | Galeazzo Cicinelli, barone di Carpinone | Giovanni Battista Cicinelli, barone di Carpinone |  |  |       |  |  |                                                      |  |  |                              |  |
|                                                   |                                           | Galeazzo Cicinelli, barone di Carpinone | Antonia Sanseverino                              |  |  |       |  |  |                                                      |  |  |                              |  |
| Vittoria Cicinelli                                |                                           | Galeazzo Cicinelli, barone di Carpinone |                                                  |  |  |       |  |  |                                                      |  |  |                              |  |
|                                                   |                                           | Ippolita Ferrillo                       | …                                                |  |  |       |  |  |                                                      |  |  |                              |  |
|                                                   |                                           | Ippolita Ferrillo                       | …                                                |  |  |       |  |  |                                                      |  |  |                              |  |
|                                                   |                                           | Ippolita Ferrillo                       | …                                                |  |  |       |  |  |                                                      |  |  |                              |  |
|                                                   |                                           | Ippolita Ferrillo                       |                                                  |  |  |       |  |  |                                                      |  |  |                              |  |